# Дупло дно: Највећи хитови
„Дупло дно: Највећи хитови“ је други соло албум загребачког кантаутора Анте Перковића.
Албум је издат на винилу, али сваки купац добија и CD верзију албума на поклон. Албуму је претходио најавни сингл „Јебаће те!“.

## Попис песама
A страна
Б страна